# Guadarrama (fiume)

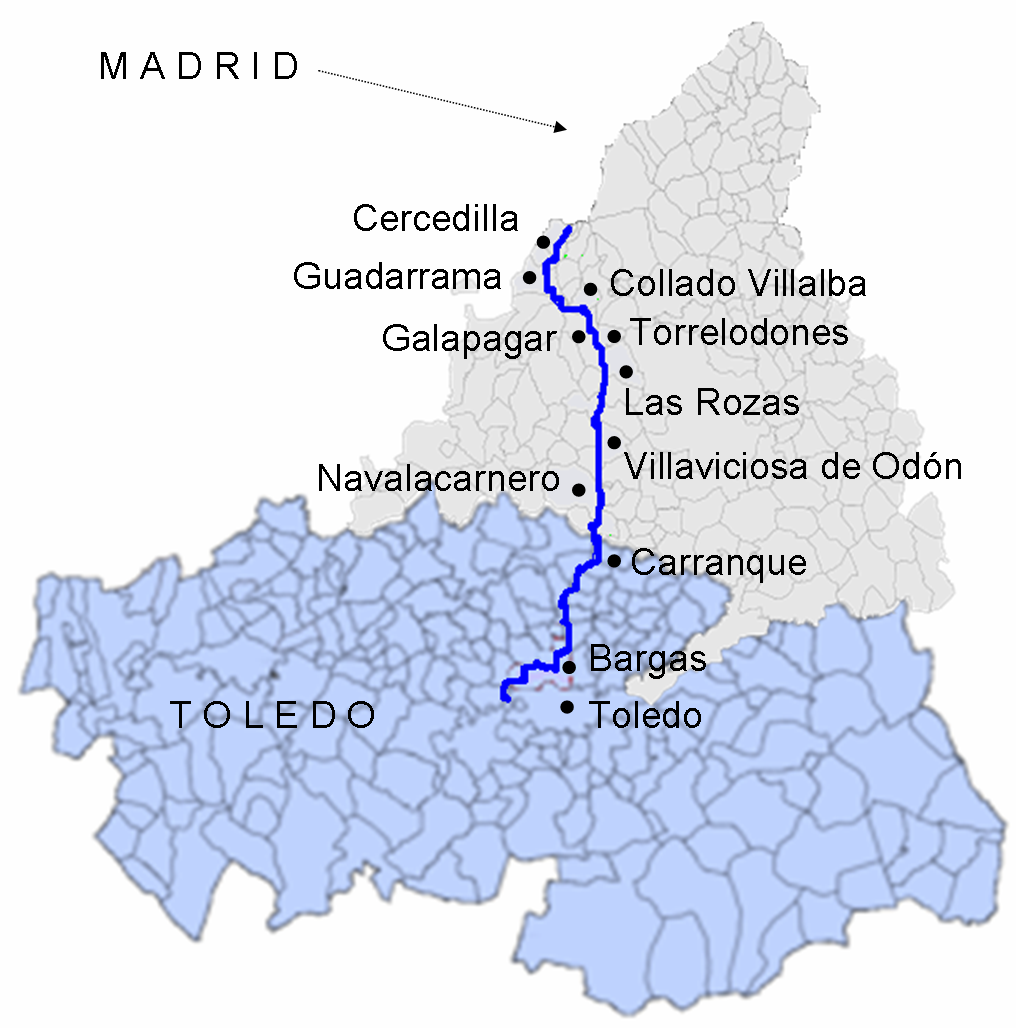
Corso del fiume Guadarrama nelle provincie di Madrid e Toledo e principali comuni bagnati.

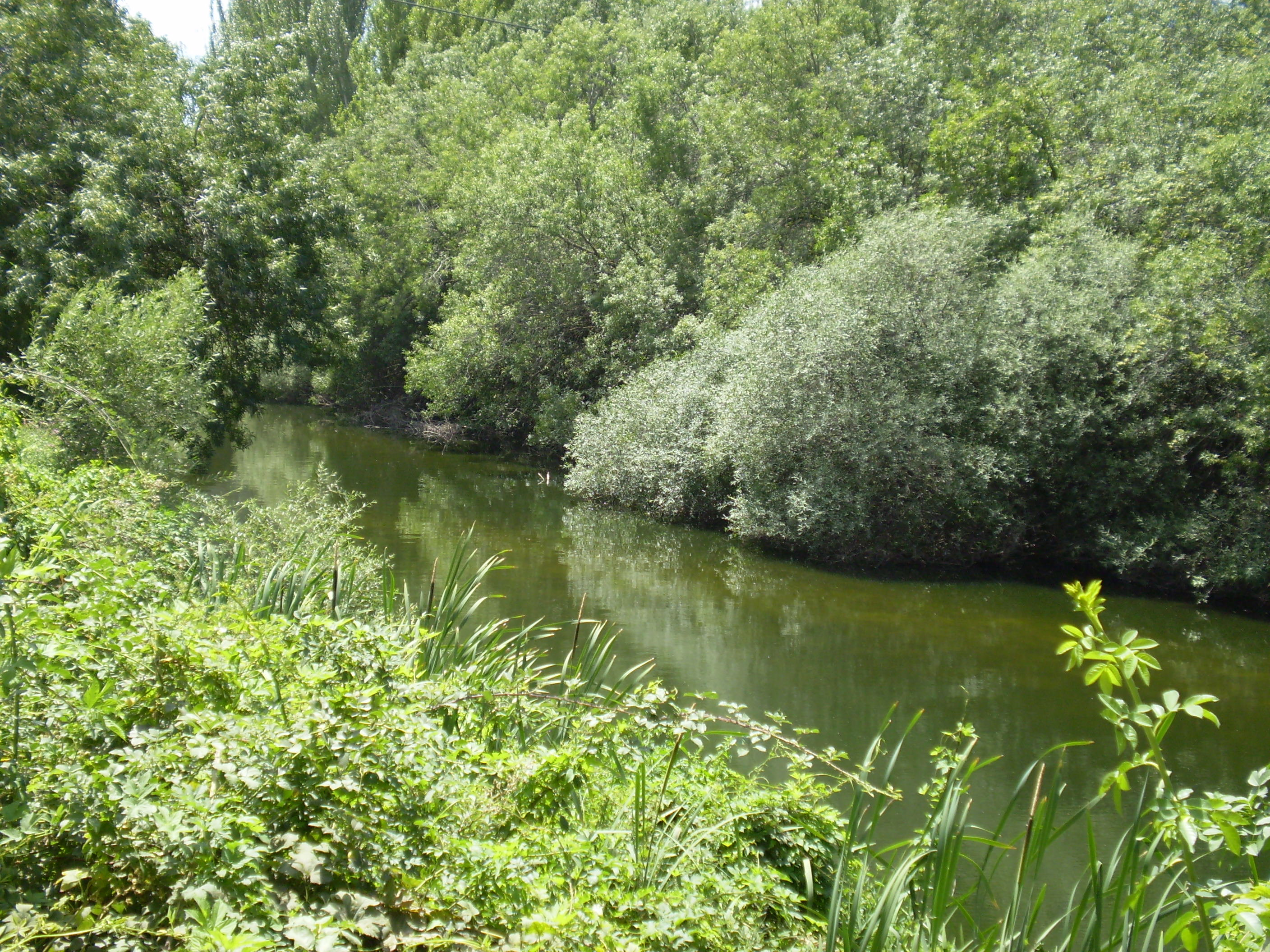
Pozza del fiume Guadarrama a Torrelodones (Madrid).

Il fiume Guadarrama è un affluente del Tago, che nasce nella comunità di Madrid, in Spagna, comunità autonoma che attraversa nel suo corso alto e medio. Il suo basso corso interessa la provincia di Toledo, dove sbocca nel Tago dopo aver percorso 131,8 chilometri. Nasce nella Valle de la Fuenfría, a circa 1.900 m di altitudine, all'interno del territorio municipale di Cercedilla (comunità di Madrid), sul versante meridionale della Sierra de Guadarrama (Sistema Centrale). Attraversa le due provincie con un percorso in direzione essenzialmente nord-sud.
Il corso medio è protetto nell'ambito del Parque Regional del Curso Medio del río Guadarrama y su entorno, uno dei tre parchi regionali della comunità di Madrid. La superficie del suo bacino è di 1.708 km²; esso comprende il fiume Aulencia, interamente compreso nella comunità di Madrid, suo principale affluente che alimenta il bacino artificiale di Valmayor, il secondo maggiore per capacità della regione madrileña. Gli altri affluenti sono torrenti o piccoli rii.

## Origine del nome
Il termine guadarrama, secondo alcuni etimologi, deriva dall'espressione araba صشي شم قشةش‎ = Wādī-r-Raml, guadiarrámel, che si tradurrebbe in italiano come fiume sabbioso. Secondo questa teoria il fiume Guadarrama darebbe nome alla catena montuosa e al comune omonimi e, per estensione, al passo vicino a questo comune, così come alla galleria ferroviaria per cui passa l'AVE. Allo stesso modo presterebbe il nome al minerale conosciuto come guadarramite, varietà dell'ilmenite.
L'ipotesi che attribuisce un'origine araba al nome guadarrama è la più accettata. Ciononostante, alcuni ricercatori sostengono che la parola derivi dal latino. Secondo questa ipotesi, il termine non trarrebbe origine dal fiume, ma dalla catena montuosa. L'espressione aquae divergia (sostituita successivamente con il neologismo aquae dīrāma — dispersione di acqua, separazione di acqua —) era utilizzata dai romani per indicare gli spartiacque e, nel caso concreto della Sierra de Guadarrama, per indicare il confine tra i fiumi tributari del Duero e del Tago, rispettivamente. Per approssimazione fonetica all'arabo, il termine latino si trasformò in guadarrama.
A favore di questa tesi c'è la presenza di vari monti e alture che hanno nel nome la parola guadarrama o guarrama in vari punti della penisola iberica. Più conclusivo è il fatto che il monte Bola del Mundo, una delle cime più alte della Sierra de Guadarrama, era conosciuta in passato come Gran Guarrama e, successivamente, come Alto de Guarramillas, toponimi che sono presenti anche in altri luoghi della sierra.
Oltretutto, la parola guadarrama identificava anticamente quattro fiumi: l'attuale Guadarrama, il Manzanarre e l'alto corso del Lozoya e dell'Eresma. Con questo, si può dedurre che furono le cime (le aquae dīrāma) a essere designate originariamente con quel vocabolo. Per evitare confusione, il primo fiume era chiamato Guadarrama di Calatalia (nome cristiano del villaggio arabo di Calatalifa — nel territorio di Villaviciosa de Odón —, che era attraversato da questo fiume) e al secondo Guadarrama di Mayrit o Maydrit (l'attuale Madrid). Rispetto al terzo e al quarto, si utilizzava un diminutivo che evitava qualsiasi errore (Guadarramillas o Guarramillas, vocabolo che attualmente si usa per uno dei ruscelli che formano il Lozoya e l'Eresma).
In un documento del 1275 si legge: «Commo uierten las aguas fazia el río de Guaderrama que pasa por Maydrit e por Guaderrama e Calatalia...» (come si dividono le acque verso il fiume Guaderrama che passa per Maydrit e per Guaderrama e Calatalia). Il Fuero di Madrid certifica l'antica denominazione con cui era conosciuto il Manzanarre: «El que matare pescado en el Guadarrama [por el actual Manzanares], desde el día de Pascua del Espíritu Santo o Cincuesma hasta San Martín con asedega o con mandil o manga, peche dos maravedises previa probanza».
Fu nel XVII secolo quando il fiume che attraversa Madrid fu battezzato Manzanarre, su richiesta del Ducado del Infantado, che impose che il fiume che passava per uno dei suoi principali feudi, il Real de Manzanares, prendesse il suo nome. L'attuale Guadarrama rimase così il solo a mantenere quel nome.

## Sorgente

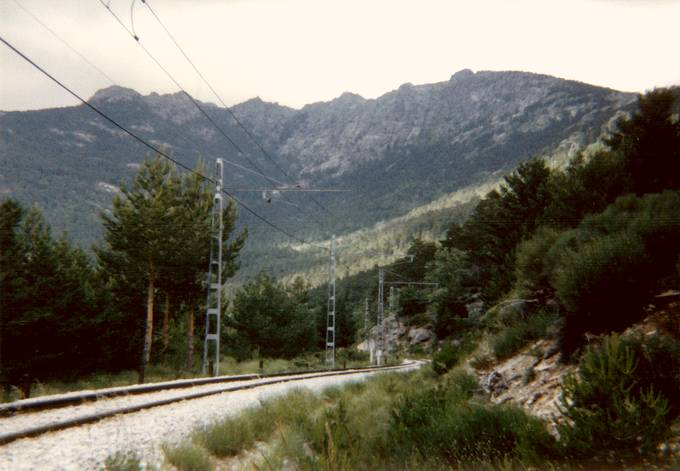
Il monte Siete Picos (2.138 m), da cui nasce l'arroyo de Matasalgado, che poi diventa il fiume Guadarrama.

La sorgente del Guadarrama si trova a 1.900 m di altitudine, a circa 850 m della cima del monte Siete Picos (2.138 m), nel versante meridionale della Sierra de Guadarrama, sul confine tra i comuni madrileni di Cercedilla e Navacerrada. In questi luoghi il fiume non è ancora conosciuto con il suo nome, ma come arroyo de Matasalgado (o fiume Navalmedio).
Questo torrentello attraversa la Valle de la Fuenfría, dove lambisce la strada romana della Fuenfría, prima di essere sbarrato nel piccolo bacino di Navalmedio. Percorre un tratto di 5,63 km fino alla confluenza con il fiume Pradillo, che nasce anch'esso sul Siete Picos, nella Fuente de los Acebos. Il corso d'acqua risultante è il Guadarrama, che, da qui allo sbocco nel Tago, misura 126,15 km di lunghezza.
Tuttavia, ufficialmente si considera che la lunghezza del Guadarrama sia di 131,8 km, cioè la somma della sua lunghezza in senso stretto e di quella dell'arroyo de Matasalgado.

## Corso

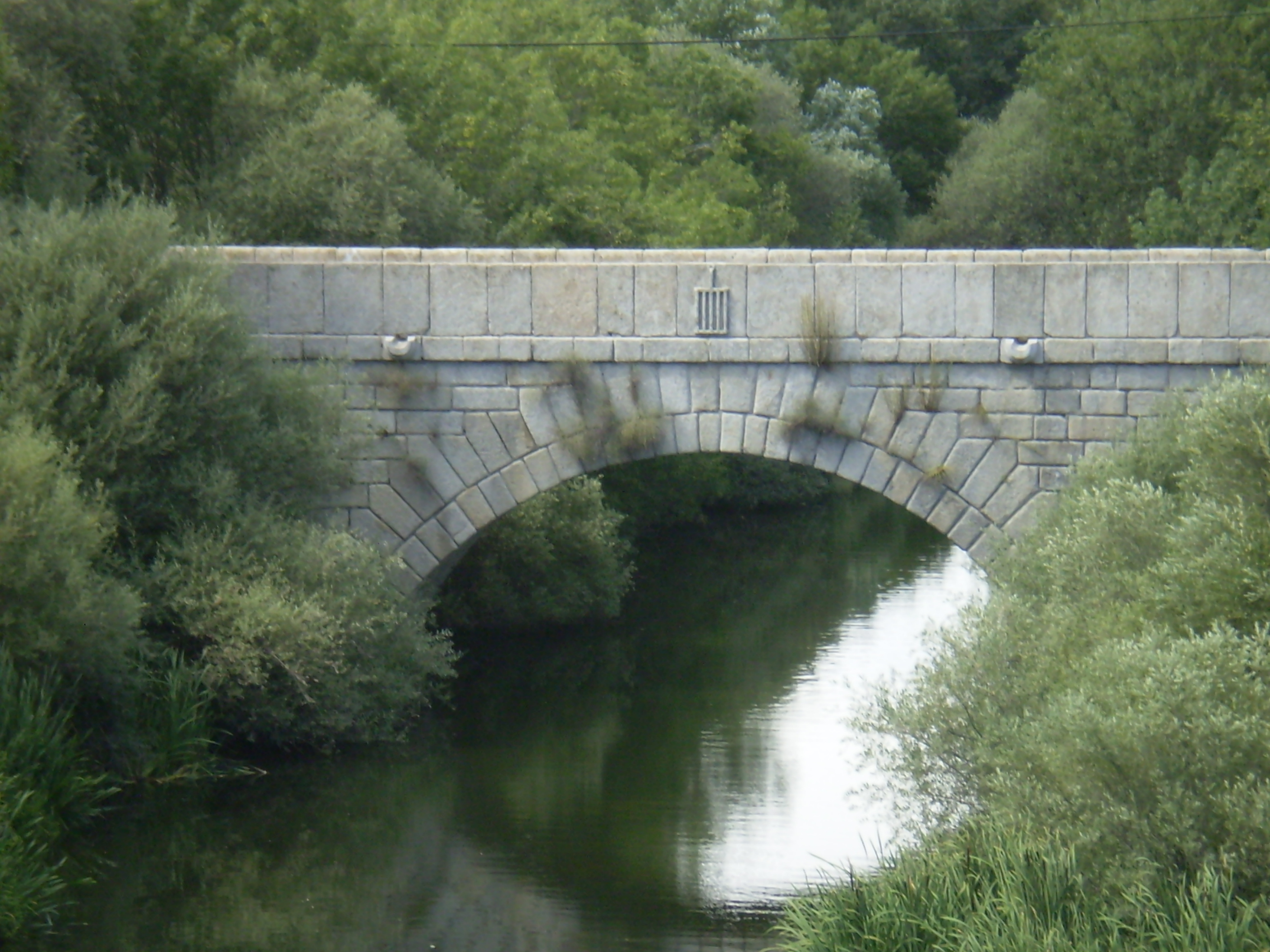
Il Puente Nuevo sul fiume Guadarrama, nel territorio di Galapagar (Madrid).

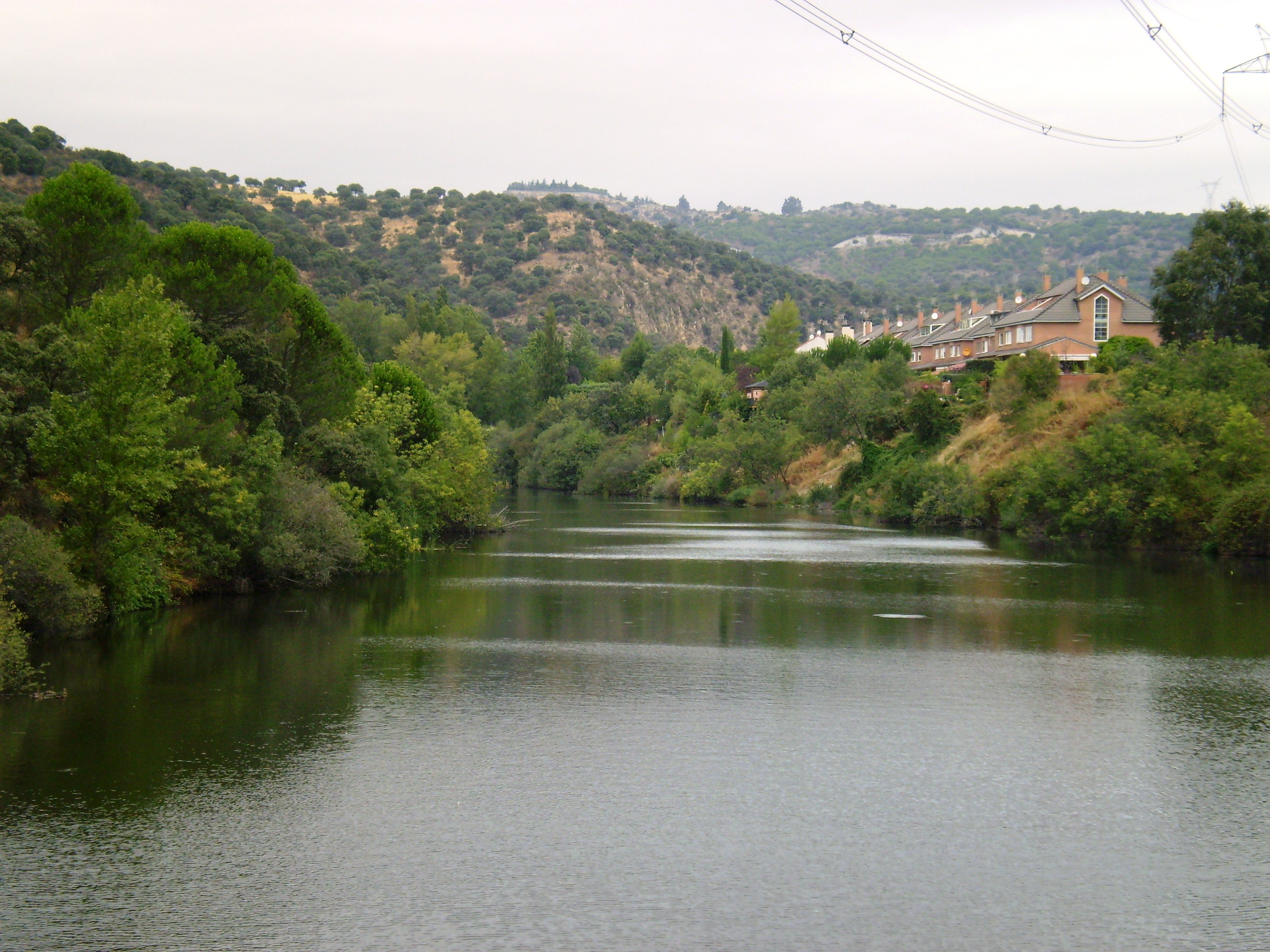
Il fiume Guadarrama forma il lago artificiale di Molino de la Hoz, nella frazione omonima, nella Comunità di Madrid.

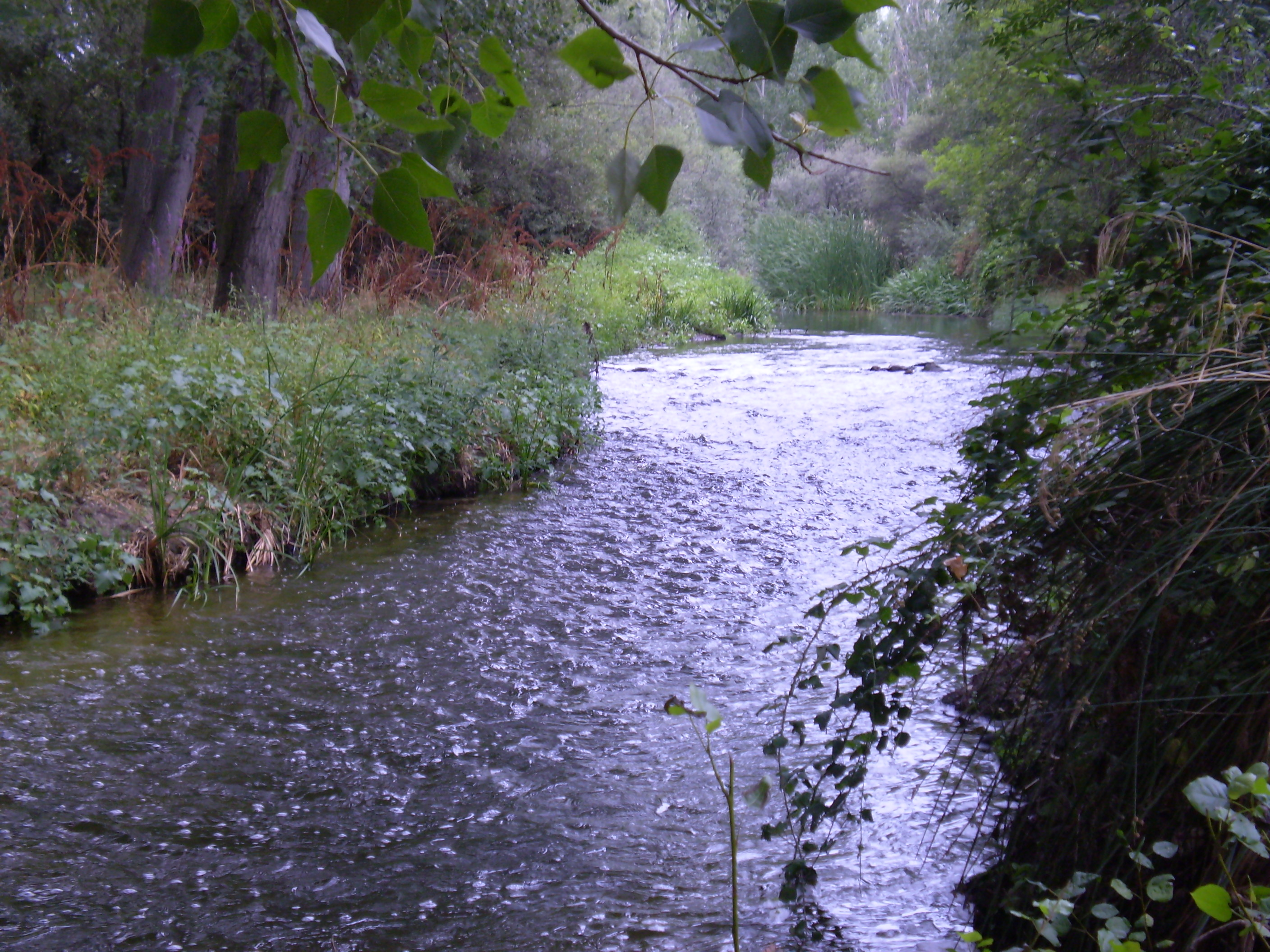
Il fiume Guadarrama, nell'area ricreativa Virgen del Retamar, a Las Rozas (Madrid).

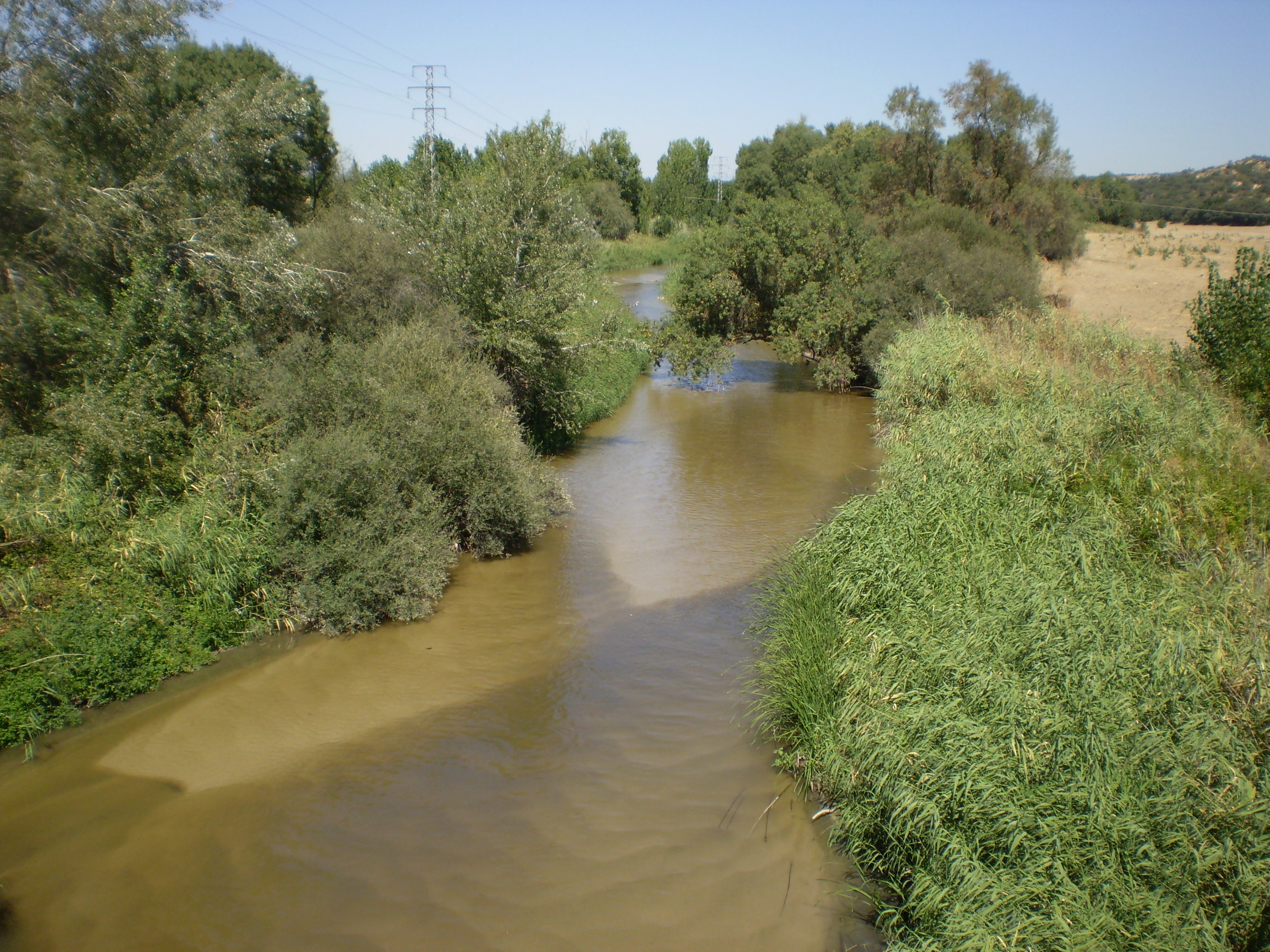
Il fiume Guadarrama presso Batres (Madrid).

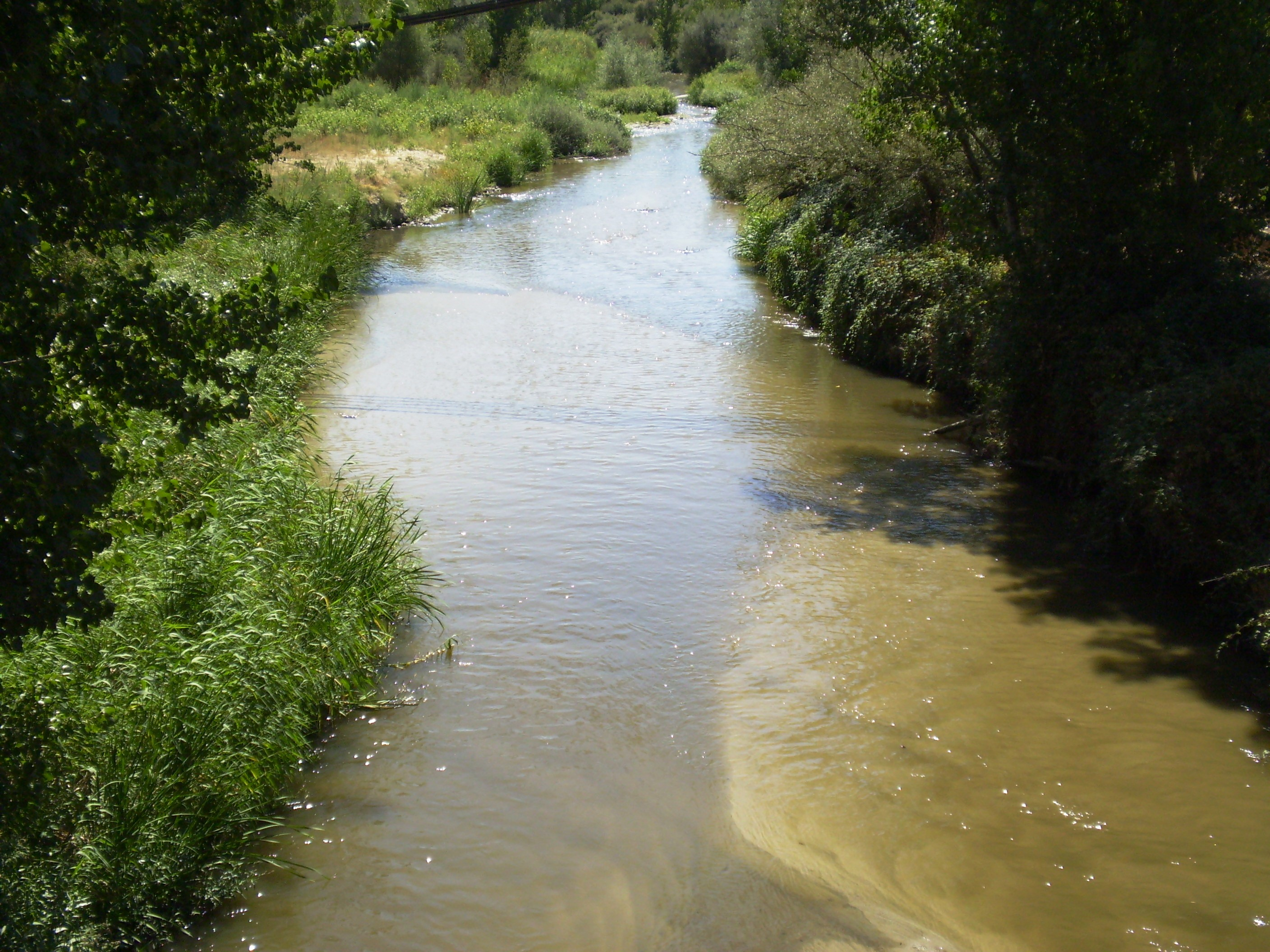
Corso medio del fiume, poco prima di abbandonare la Comunità di Madrid.

### Alto corso
Nel primo tratto, il fiume scorre in direzione nord-sud, attraverso i comuni madrileni di Cercedilla, dove confluisce il ruscello de La Venta, Los Molinos e Guadarrama, di cui attraversa gli abitati. Passata quest'ultima località, piega verso est e riceve da destra le acque dei ruscelli di Guatel Primero, Guatel Segundo e del Loco e, da sinistra, le acque dei ruscelli di Labajos e Linos.
Successivamente, gira verso sud-ovest, toccando i confini dei comuni di San Lorenzo de El Escorial e El Escorial, per poi raggiungere Collado Villalba, dove riceve il ruscello di La Poveda (che nasce nel vicino Cerro Cañal). Attraversa canalizzato il centro urbano di Villalba-Estación, principale centro abitato del comune e località più importante tra quelle attraversate urbanamente dal fiume.

### Medio corso
Il territorio del comune di Galapagar è il prossimo attraversato. Qui bagna il quartiere di La Navata e scorre parallelamente alla ferrovia Madrid-Avila-Segovia fino al lago de Las Nieves, dove è sbarrato da una diga. La funzione di questo bacino è la captazione di acque che vengono canalizzate fino al lago di Valmayor, formato dal fiume Aulencia. In questo modo si garantisce che Valmayor sia sempre alimentato, cosa che non sarebbe possibile se dipendesse solamente dalle acque portate dall'Aulencia, fiume caratterizzato da un forte stagionalità.
Ancora dentro il territorio di Galapagar, il Guadarrama riceve il ruscello di Peregrinos, che scende dalla sierra del Hoyo de Manzanares. A circa quattro chilometri del bacino citato, viene attraversato prima dal Puente de la Alcanzorla (secoli IX-XI) e successivamente con il Puente Nuevo (1583), che fu fatto costruire da Filippo II, lungo la strada che il monarca percorreva verso il Monastero di San Lorenzo dell'Escorial. Successivamente riprende la direzione nord-sud, che praticamente mantiene fino allo sbocco nel Tago.
Passati questi ponti, scorre incassato tra il Puerto de Galapagar (alla destra) e il Monte de El Gasco (alla sinistra), nel comune di Torrelodones, dove riceve le acque dei ruscelli di La Nava e La Torre. Forma il confine tra i due comuni e ivi si trovano alcune opere di ingegneria idraulica realizzate nel XVIII secolo, tra cui le rovine della Presa de El Gasco, che fu progettata come la più alta del mondo, come bacino regolatore del Canale del Guadarrama, mai terminato.
Passato questo punto, il Guadarrama scorre nella Faglia di Torrelodones, uno dei principali ostacoli naturali che incontra nel suo corso. A questa altezza il fiume, che già è disceso a 675 m, abbandona la comarca della Sierra de Guadarrama, definita geomorfologicamente dai materiali granitici, ed entra in terreni sabbiosi, caratteristici della Submeseta Sur.
Nel suo nuovo ambiente geomorfologico, attraversa il territorio di Las Rozas de Madrid, dove viene sbarrato nel lago di Molino de la Hoz. Poco più avanti, viene attraversato dal Puente del Retamar, del XVIII secolo, uno dei più monumentali attraverso il fiume. Fu costruito per rinforzare il Camino Real de Castilla, su ordine del re Carlo III, seguendo il progetto di Pedro de Ribera.
Il letto del fiume segna il confine tra i comuni di Villanueva del Pardillo e Majadahonda; di Boadilla del Monte e Villanueva de la Cañada; di Brunete e Villaviciosa de Odón; e, finalmente, di Móstoles e Villaviciosa de Odón, località, quest'ultima, dove lambisce le rovine dell'antico villaggio arabo di Calatalifa.
Scorrendo in questi comuni, la portata aumenta sensibilmente: il fiume Aulencia, l'affluente più importante, si unisce al Guadarrama all'altezza di Villanueva de la Cañada, mentre a Brunete il Guadarrama riceve i ruscelli di La Barranca e di Cienvallejos e a Villaviciosa de Odón si unisce al ruscello di Valenoso.
La portata continua a crescere passando nel comune di Móstoles, dove riceve le acque del ruscello di El Soto. Nel tratto seguente, torna a segnare il confine tra diversi comuni. Prima separa Navalcarnero da Arroyomolinos, dove riceve i ruscelli di Los Combos e di Los Regueros; successivamente segna il confine tra Navalcarnero e Batres, dove riceve i ruscelli della Fuente Juncal, di Los Vegones e del Monte de Valdecarros; e, infine, segna il confine tra Batres ed El Álamo prima e Serranillos del Valle poi, prima di abbandonare la Comunità di Madrid.

### Basso corso
Il fiume entra nella provincia di Toledo passando per la comarca naturale di La Sagra. A Carranque riceve le acque dei torrenti di San Blas del Carcavón e di Overa. Successivamente forma il confine tra i comuni di Carranque e Casarrubios del Monte, dove si unisce al torrente di La Cabeza. A El Viso de San Juan, confluiscono i torrenti di Blasco Gómez, di El Batán e di Las Pozas.
I torrenti di El Berral, di Las Chorreras e di La Pajarilla si uniscono al Guadarrama all'altezza di Palomeque. A Chozas de Canales tributano i torrenti di Rocanales, di Los Guirolos, di La Oliva, di Los Membrillos, di El Vaquerizo, di El Riachuelo, di Barguitas e di Chirinos; a Lominchar il torrente di Arancán.
Il fiume fa da confine naturale tra Chozas de Canales e Recas, dove riceve le acque del torrente di El Soto, per attraversare successivamente il territorio di Yunclillos, dove confluiscono i torrenti di La Fuente e di Las Calderuelas.
Nel territorio di Bargas, si unisce ai torrenti di Vallehermoso, di Camarenilla —torrente che riceve i nomi di Palacio, di Cantaelgallo e di Camarenilla lungo il suo corso—, di La Dehesilla, di El Almendral, di La Fuente del Plato, di Alcalvín, di La Loba e di Serranos.
Fa da confine tra Bargas e Villamiel de Toledo e qui si unisce al ruscello di Renales. Continua a scorrere nel territorio di Bargas e successivamente attraversa Rielves, dove confluisce il torrente di Rielves. Si addentra nelle terre di Albarreal de Tajo e, finalmente, segna il confine tra questo comune e Toledo, dove sbocca nel Tago.

## Parco Regionale del Corso Medio del Guadarrama

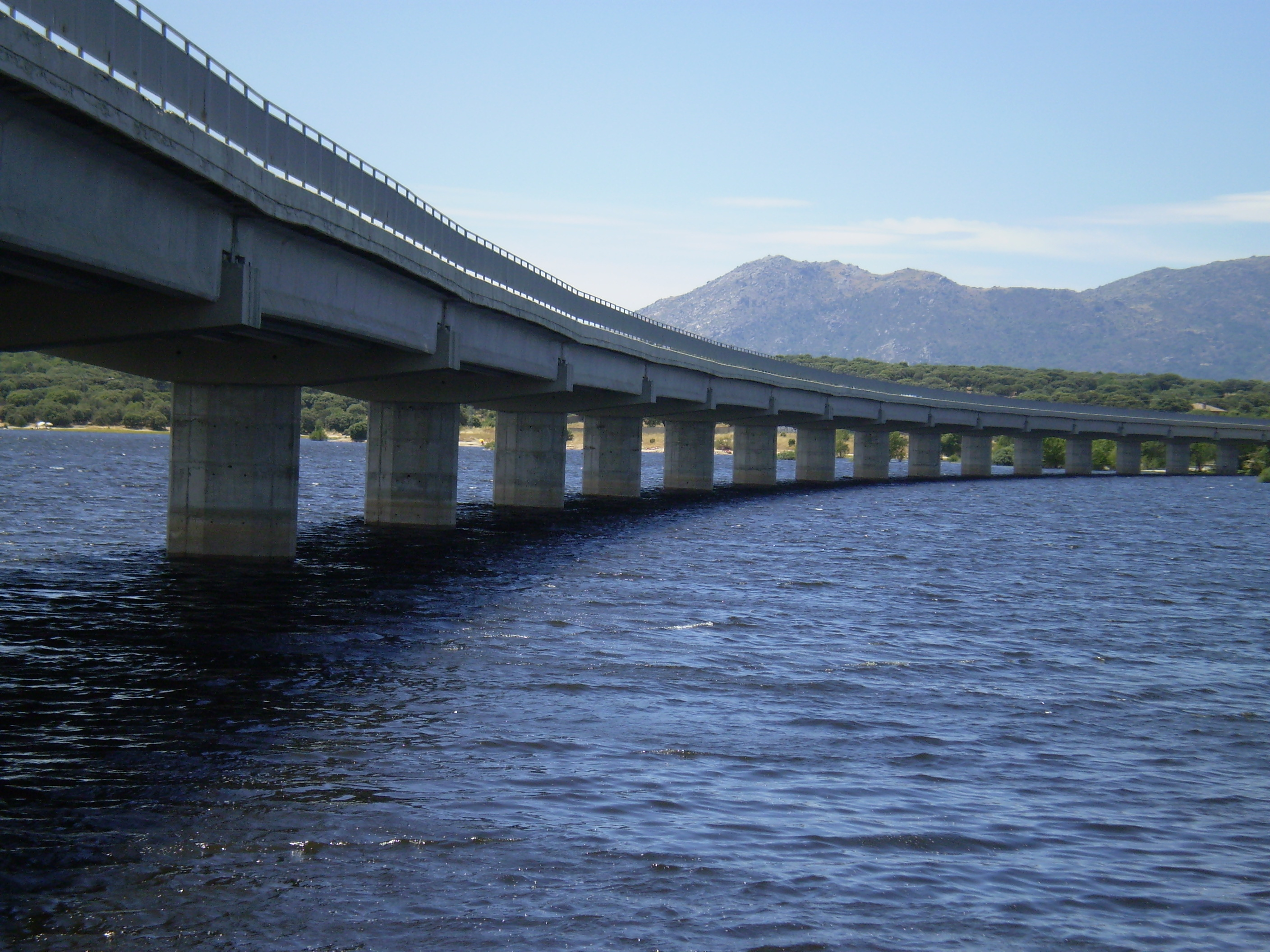
Il lago di Valmayor è compreso nel Parque Regional del curso medio del río Guadarrama y su entorno. È formato dalle acque del fiume Aulencia, però apporta parte delle sue acque al Guadarrama per mezzo di un canale artificiale di travaso.

La Comunità di Madrid ha protetto buona parte delle rive del fiume con la creazione nel 1999 del Parque Regional del Curso Medio del río Guadarrama y su entorno. Questo occupa una superficie di 22.116 ettari, tra il territorio comunale di Galapagar e quello di Batres —al confine con la provincia di Toledo—, e si configura come una fascia che si estende in diciannove comuni.
È regolato dalla Legge 20/1999, del 3 maggio (B.O.C.M. 24/05/1999). Compie una funzione di corridoio ecologico, che cerca di conservare i valori ambientali della zona dalla pressione urbanistica.
Il Parco presenta cinque ecosistemi principali: il bosco ripariale, i lecceti, la boscaglia e i pascoli, i rimboschimenti di pini e le coltivazioni a secano. Qui vivono specie di uccelli in pericolo di estinzione, come l'aquila imperiale iberica, oltre a una rilevante fauna di anfibi e rettili. Tra i mammiferi, particolarmente importanti sono il cinghiale, la genetta e la volpe.
All'interno di questo parco regionale vi sono luoghi di alto valore ambientale e paesaggistico, come il lago di Valmayor, il monte de El Gasco, il lecceto di Villanueva de la Cañada —dove confluiscono i fiumi Guadarrama e Aulencia, ai piedi del castello di Aulencia— e il monte de Batres.

## Curiosità
Il Guadarrama, che attualmente ha un solo affluente importante (l'Aulencia), riceveva in passato le acque dell'Alberche. Quest'ultimo cambiò percorso, come conseguenza del piccolo fiume Perales, che provocò un gomito di cattura sul suo corso, all'altezza di Aldea del Fresno (Madrid). In questo punto, l'Alberche devia bruscamente, con una curva di quasi 180º, portando così le sue acque direttamente al Tago anziché al Guadarrama, come avveniva in passato.
Per questo motivo, il bacino del Guadarrama, che si estende per 1.708 km², è —in confronto alla sua lunghezza— uno dei più piccoli del versante meridionale della Sierra de Guadarrama. Quello dell'Alberche, per esempio, è 2,4 volte più grande (4.108 km²), nonostante la lunghezza di questo fiume (177 km) sia solo 1,3 volte quella del Guadarrama (131,8 km).